# Moritshället
Moritshället är öar i Finland. De ligger i Finska viken och i kommunen Lovisa i landskapet Nyland, i den södra delen av landet. Öarna ligger omkring 84 kilometer öster om Helsingfors.
Arean för den av öarna koordinaterna pekar på är 0,5 hektar och dess största längd är 110 meter i nord-sydlig riktning. Närmaste större samhälle är Lovisa, 17,9 km nordväst om Moritshället.